# Oberrüti
Oberrüti ist eine Einwohnergemeinde im Schweizer Kanton Aargau. Sie gehört zum Bezirk Muri, liegt im Reusstal und grenzt an den Kanton Zug.

## Geographie
Das Dorf liegt rund eineinhalb Kilometer vom westlichen Ufer der Reuss entfernt am Fusse eines abgeflachten Moränenhügels, der zugleich die westliche Gemeindegrenze bildet und zur Höhe von Fenkrieden ansteigt. Die Ebene zwischen dem Dorf und dem Fluss ist völlig flach, abgesehen von zwei Drumlins. Diese sind zwar nur wenige Meter hoch, prägen aber die Landschaft entscheidend. Der Fluss wird auf seiner ganzen Länge durch einen Hochwasserschutzdamm begrenzt. Parallel dazu verläuft in einer Entfernung von 100 bis 500 Metern ein künstlich angelegter Entwässerungskanal. Gegen Norden hin verengt sich die Flussebene. Neben dem eigentlichen Dorf gibt es noch die Weiler Widen (½ km östlich), An der Rüss (1 km östlich), Beuggen (1 km nordöstlich), das weitverzweigte Winterhalden sowie mehrere Einzelhöfe.
Die Fläche des Gemeindegebiets beträgt 538 Hektaren, davon sind 85 Hektaren bewaldet und 61 Hektaren überbaut. Der höchste Punkt der Gemeinde befindet sich auf 492 m ü. M. an der südwestlichen Gemeindegrenze, der tiefste auf 396 m ü. M. an der Reuss. Nachbargemeinden sind Sins im Westen und Norden, Hünenberg im Osten sowie Dietwil im Süden.

## Geschichte
Es wird angenommen, dass das Dorf im 8. oder 9. Jahrhundert von eingewanderten Alamannen gegründet worden ist. Im Jahr 1236 erfolgte die erste urkundliche Erwähnung von Ruty in einem Schutzbrief des Papstes an das Kloster Engelberg. Der Ortsname stammt vom althochdeutschen (ze riuti) und bedeutet «bei der Rodungsstelle». Inhaber der hohen Gerichtsbarkeit und der Landesherrschaft waren die Habsburger, die das Dorf dem Amt Meienberg zuteilten. Die erste Kirche datiert von 1265.
1415 eroberte Luzern das Amt Meienberg, musste es aber 1425 an den gemeinsamen Besitz der Eidgenossen zurückgeben. Aus den eroberten Gebieten wurden die Freien Ämter gebildet, eine Gemeine Herrschaft. Die niedere Gerichtsbarkeit gehörte seit Mitte des 14. Jahrhunderts den Herren von Hünenberg, danach dem Kloster in Kappel am Albis. Sie wurde schliesslich 1498 an die Stadt Zug verkauft. Die Zuger konnten dadurch einen grossen Einfluss auf das Dorf ausüben, obwohl es rechtlich gesehen zum gemeinsamen Besitz der Eidgenossen gehörte. Dies führte häufig zu Kompetenzstreitigkeiten. Auch die Pfarrherren stammten stets aus Zug. An der Reuss wurde Gold gewaschen, die Vorkommen waren allerdings um 1630 erschöpft. Im März 1798 nahmen die Franzosen die Schweiz ein und riefen die Helvetische Republik aus. Oberrüti gehörte zum Distrikt Muri im kurzlebigen Kanton Baden. Die helvetische Verfassung von 1802 sah die Zugehörigkeit zum Kanton Zug vor, doch Napoleon Bonaparte verfügte im Februar 1803 den Anschluss an den Kanton Aargau.
1869 wurde die Aargauische Südbahn gegründet, um einen Anschluss an die sich in Bau befindende Gotthardbahn zu schaffen. Nachdem die direkte Linienführung von Sins nach Cham früh aufgegeben worden war, sahen die Pläne einen Bahnhof weit abseits des Dorfes auf der gegenüberliegenden Seite der Reuss vor. Doch Oberrüti setzte sich erfolgreich dafür ein, dass die Reussbrücke zwei Kilometer weiter südlich gebaut wurde. Dadurch kam auch der Bahnhof viel näher beim Dorf zu liegen. Der Abschnitt Muri–Rotkreuz konnte schliesslich am 1. Dezember 1881 eröffnet werden.
Viele Jahrhunderte lang mäandrierte die Reuss sehr stark und trat mehrmals über die Ufer. Nach einer besonders verheerenden Überschwemmung im Jahr 1911 beschloss der Kanton eine Flusskorrektion, die jedoch erst in den 1930er Jahren beendet werden konnte. Bis in die 1950er Jahre wurde fast die gesamte Reussebene trockengelegt. Ein kleiner Rest des ehemaligen Feuchtgebietes steht heute unter Naturschutz. Bis weit ins 20. Jahrhundert hinein blieb Oberrüti ein kleines Dorf, das hauptsächlich von der Landwirtschaft lebte. Viele Jahrzehnte lang stagnierte die Bevölkerungszahl. Doch dann sorgten die Eröffnung der Autobahn A14 in unmittelbarer Nähe sowie die Nähe zu den Agglomerationen von Luzern und Zug für einen Wachstumsschub. Das Dorf entwickelte sich zu einer Wohngemeinde, und die Bevölkerungszahl stieg seit 1970 um fast das Dreifache.

## Sehenswürdigkeiten

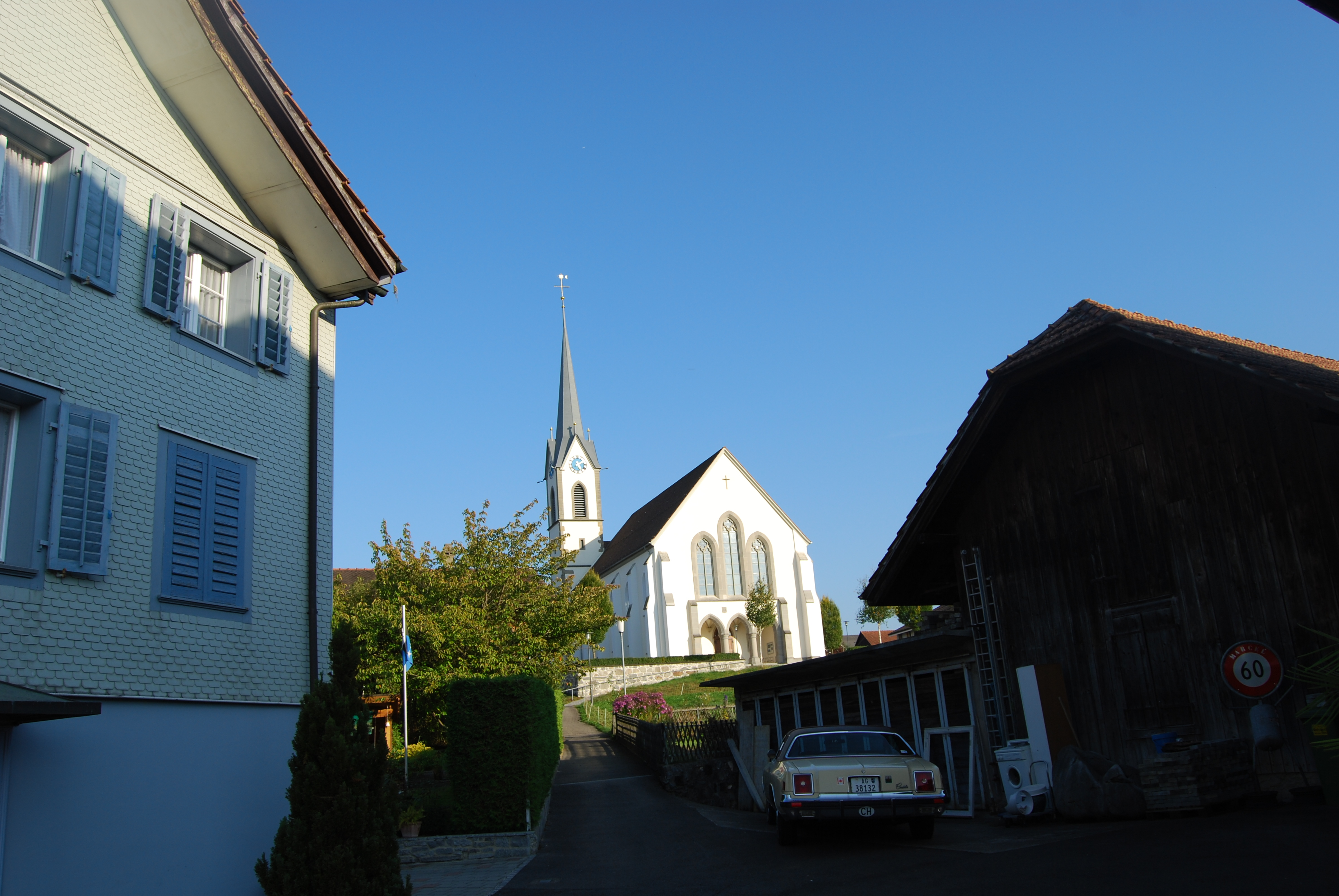
Pfarrkirche St. Rupert

Die Pfarrkirche St. Rupert geht auf das 13. Jahrhundert zurück, wobei das heute bestehende, neugotische Gebäude in den Jahren 1862 bis 1865 erbaut wurde. Nachdem ein Entwurf von Joseph Caspar Jeuch abgelehnt worden war, erhielt der Mainzer Dombaumeister Ludwig Metternich den Zuschlag. Von der alten Kirche blieb der vor 1584 gebaute gotische und 1883 auf 18 Meter erhöhte Turm bestehen.

## Wappen
Die Blasonierung des Gemeindewappens lautet: «In Gelb gebogene schwarze Hirschstange mit kleeblattartigem Grind.» Das heute verwendete Wappen taucht erstmals 1612 auf einer Standesscheibe der Stadt Zug auf. Ursprünglich war es das Wappen der Edlen von Rüti bei Rohrbach im Kanton Bern gewesen, das jedoch nach deren Aussterben freigeworden war. 1933 wurde es definitiv eingeführt und löste damit das zwischenzeitlich verwendete Wappen, eine Axt auf rotem Grund, ab.

## Bevölkerung
Die Einwohnerzahlen entwickelten sich wie folgt:
| Jahr      | 1850 | 1900 | 1930 | 1950 | 1960 | 1970 | 1980 | 1990 | 2000 | 2010 | 2020 |
| Einwohner | 539  | 409  | 461  | 479  | 471  | 437  | 506  | 714  | 1097 | 1350 | 1544 |

Am 31. Dezember 2023 lebten 1600 Menschen in Oberrüti, der Ausländeranteil betrug 14,4 %. Bei der Volkszählung 2015 bezeichneten sich 59,7 % als römisch-katholisch und 14,7 % als reformiert; 25,6 % waren konfessionslos oder gehörten anderen Glaubensrichtungen an. 97,2 % gaben bei der Volkszählung 2000 Deutsch als ihre Hauptsprache an.

## Politik und Recht
Die Versammlung der Stimmberechtigten, die Gemeindeversammlung, übt die Legislativgewalt aus. Ausführende Behörde ist der fünfköpfige Gemeinderat. Er wird im Majorzverfahren vom Volk gewählt, seine Amtsdauer beträgt vier Jahre. Der Gemeinderat führt und repräsentiert die Gemeinde. Dazu vollzieht er die Beschlüsse der Gemeindeversammlung und die Aufgaben, die ihm vom Kanton zugeteilt wurden. Für Rechtsstreitigkeiten ist in erster Instanz das Bezirksgericht Muri zuständig. Oberrüti gehört zum Friedensrichterkreis XIII (Muri).

## Wirtschaft
In Oberrüti gibt es gemäss der im Jahr 2015 erhobenen Statistik der Unternehmensstruktur (STATENT) rund 340 Arbeitsplätze, davon 18 % in der Landwirtschaft, 33 % in der Industrie und 49 % im Dienstleistungssektor. Die meisten Erwerbstätigen sind Wegpendler und arbeiten in den Agglomerationen der Städte Luzern und Zug.

## Verkehr

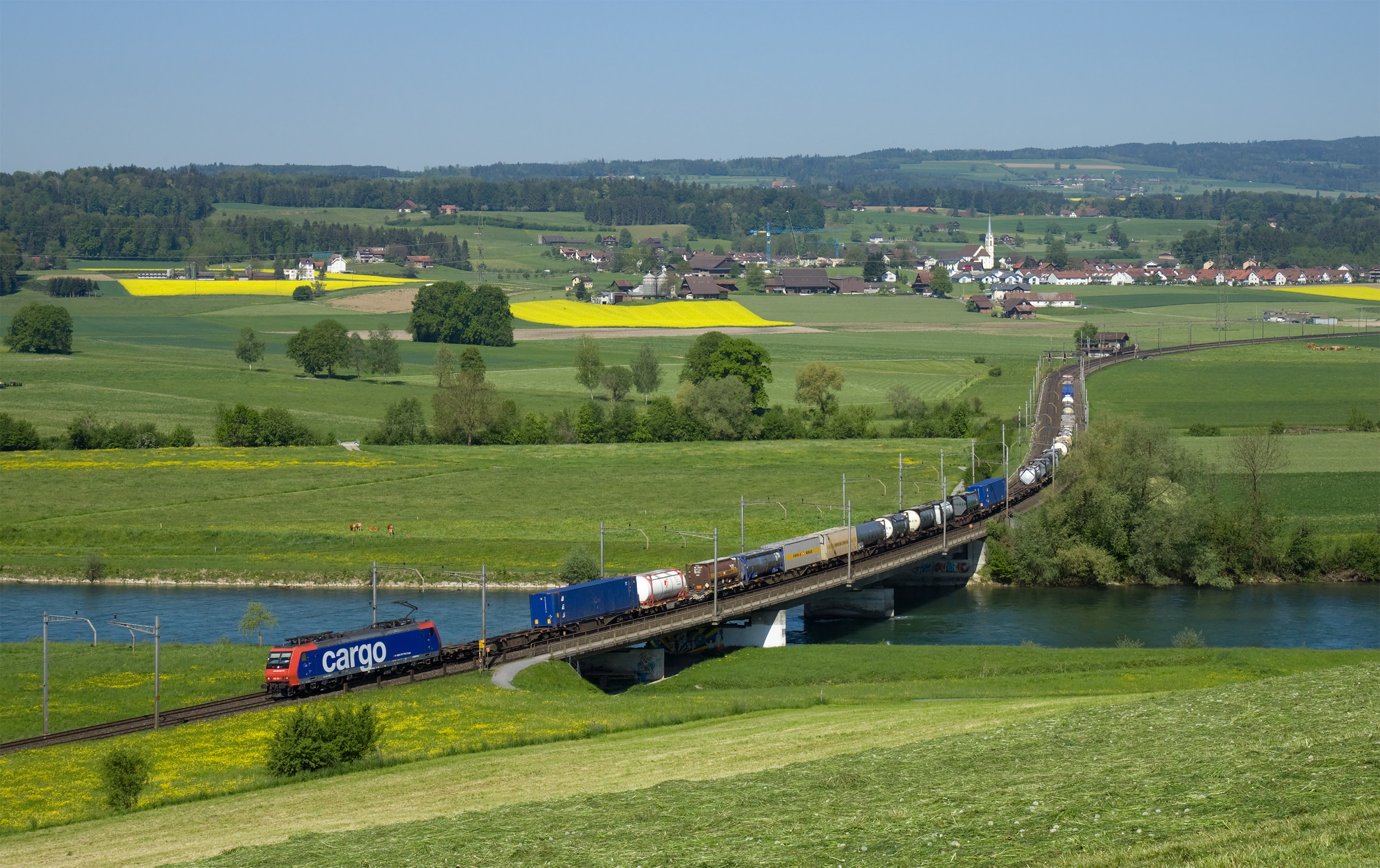
Brücke über die Reuss, Oberrüti im Hintergrund

Die Hauptstrasse Lenzburg–Luzern führt mitten durch Oberrüti. Ein Anschluss der Autobahn A14 liegt rund vier Kilometer südlich. Das Dorf besitzt eine Bahnstation an der SBB-Eisenbahnlinie Aarau–Arth-Goldau. Ausserdem verkehrt eine Buslinie der Zugerland Verkehrsbetriebe zwischen den Bahnhöfen Sins und Gisikon-Root.

## Bildung
Die Gemeinde verfügt über einen Kindergarten und eine Primarschule. Sämtliche Oberstufen der obligatorischen Volksschule (Realschule, Sekundarschule, Bezirksschule) können in Sins besucht werden. Das nächstgelegene Gymnasium ist die Kantonsschule Wohlen.

## Persönlichkeiten
- Josef Villiger (1910–1992), Mundartautor